# Ramburelles
Ramburelles est une commune française située dans le département de la Somme, en région Hauts-de-France.

## Géographie

### Localisation
Ramburelles est un village picard du Vimeu.
À vol d'oiseau, la localité est située à 4 km au nord-ouest de Oisemont, 7 km au nord-est de Blangy-sur-Bresle, 18 km au sud-ouest d'Abbeville et à 43 km à l'ouest d'Amiens.
Le territoire de la commune est limitrophe de ceux de sept communes.
Les communes limitrophes sont Biencourt, Cerisy-Buleux, Framicourt, Martainneville, Rambures, Saint-Maxent et Villeroy.

### Hydrographie
La commune est située dans le bassin Seine-Normandie. Elle n'est drainée par aucun cours d'eau,.

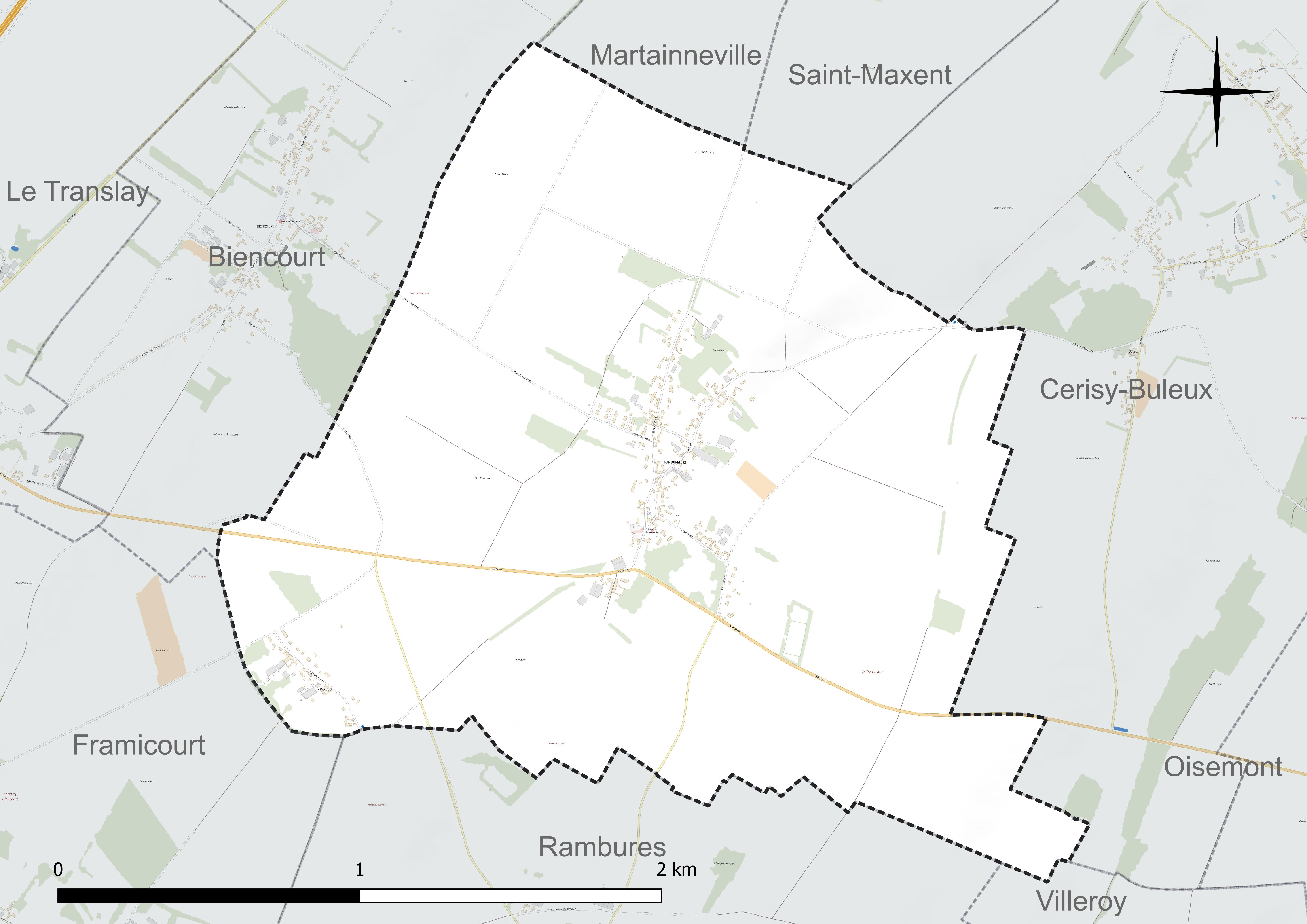
Réseau hydrographique de Ramburelles.

### Climat
Pour des articles plus généraux, voir Climat des Hauts-de-France et Climat de la Somme.
En 2010, le climat de la commune est de type climat océanique franc, selon une étude du CNRS s'appuyant sur une série de données couvrant la période 1971-2000. En 2020, Météo-France publie une typologie des climats de la France métropolitaine dans laquelle la commune est exposée à un climat océanique et est dans la région climatique Côtes de la Manche orientale, caractérisée par un faible ensoleillement (1 550 h/an) ; forte humidité de l'air (plus de 20 h/jour avec humidité relative > 80 % en hiver), vents forts fréquents.
Pour la période 1971-2000, la température annuelle moyenne est de 10,4 °C, avec une amplitude thermique annuelle de 13,2 °C. Le cumul annuel moyen de précipitations est de 859 mm, avec 12,6 jours de précipitations en janvier et 8,8 jours en juillet. Pour la période 1991-2020, la température moyenne annuelle observée sur la station météorologique la plus proche, située sur la commune d'Oisemont à 4 km à vol d'oiseau, est de 11,1 °C et le cumul annuel moyen de précipitations est de 801,4 mm,. Pour l'avenir, les paramètres climatiques de la commune estimés pour 2050 selon différents scénarios d'émission de gaz à effet de serre sont consultables sur un site dédié publié par Météo-France en novembre 2022.
| Mois                                  | jan.             | fév.            | mars          | avril         | mai             | juin           | jui.          | août           | sep.          | oct.            | nov.            | déc.             | année      |
| ------------------------------------- | ---------------- | --------------- | ------------- | ------------- | --------------- | -------------- | ------------- | -------------- | ------------- | --------------- | --------------- | ---------------- | ---------- |
| Température minimale moyenne (°C)     | 1,9              | 1,9             | 3,7           | 5,2           | 8,3             | 11,3           | 13,4          | 13,5           | 11            | 8,4             | 5,1             | 2,6              | 7,2        |
| Température moyenne (°C)              | 4,4              | 4,8             | 7,4           | 10            | 13,2            | 16,1           | 18,3          | 18,4           | 15,5          | 12              | 7,8             | 5                | 11,1       |
| Température maximale moyenne (°C)     | 6,9              | 7,7             | 11,2          | 14,8          | 18              | 21             | 23,2          | 23,3           | 20,1          | 15,5            | 10,5            | 7,3              | 15         |
| Record de froid (°C) date du record   | −12,7 01.01.1997 | −13 07.02.1991  | −8,8 04.03.05 | −4 08.04.03   | −0,9 05.05.1996 | 2,2 02.06.1991 | 6 07.07.1996  | 5,9 25.08.1993 | 2,6 30.09.18  | −4,9 29.10.1997 | −8,4 30.11.1989 | −13,2 29.12.1996 | −13,2 1996 |
| Record de chaleur (°C) date du record | 15,6 01.01.22    | 18,7 15.02.1998 | 24,8 31.03.21 | 27,6 19.04.18 | 31,7 27.05.05   | 36,4 18.06.22  | 41,4 25.07.19 | 38 10.08.03    | 34,2 10.09.23 | 29,1 01.10.11   | 20,9 07.11.15   | 16,1 31.12.22    | 41,4 2019  |
| Précipitations (mm)                   | 67,8             | 59,4            | 58,2          | 49,3          | 63,4            | 57,5           | 60            | 72             | 63,6          | 72,7            | 80,9            | 96,6             | 801,4      |

## Urbanisme

### Typologie
Au 1er janvier 2024, Ramburelles est catégorisée commune rurale à habitat dispersé, selon la nouvelle grille communale de densité à sept niveaux définie par l'Insee en 2022.
Elle est située hors unité urbaine et hors attraction des villes,.

### Occupation des sols
L'occupation des sols de la commune, telle qu'elle ressort de la base de données européenne d'occupation biophysique des sols Corine Land Cover (CLC), est marquée par l'importance des territoires agricoles (94,5 % en 2018), une proportion identique à celle de 1990 (94,5 %). La répartition détaillée en 2018 est la suivante : 
terres arables (79,5 %), zones agricoles hétérogènes (14,9 %), zones urbanisées (5,5 %). L'évolution de l'occupation des sols de la commune et de ses infrastructures peut être observée sur les différentes représentations cartographiques du territoire : la carte de Cassini (XVIIIe siècle), la carte d'état-major (1820-1866) et les cartes ou photos aériennes de l'IGN pour la période actuelle (1950 à aujourd'hui).

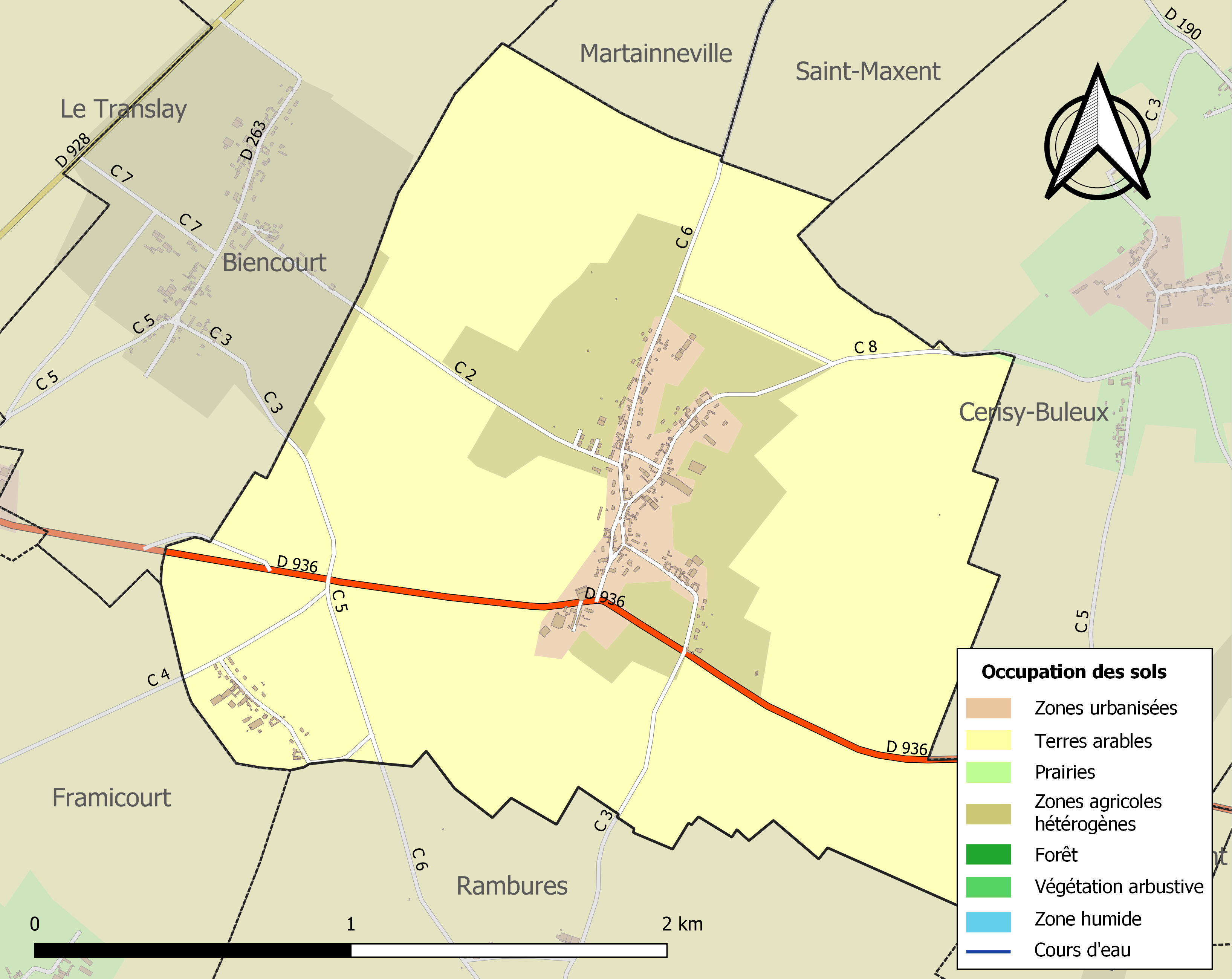
Carte des infrastructures et de l'occupation des sols de la commune en 2018 (CLC).

### Lieux-dits, hameaux et écarts

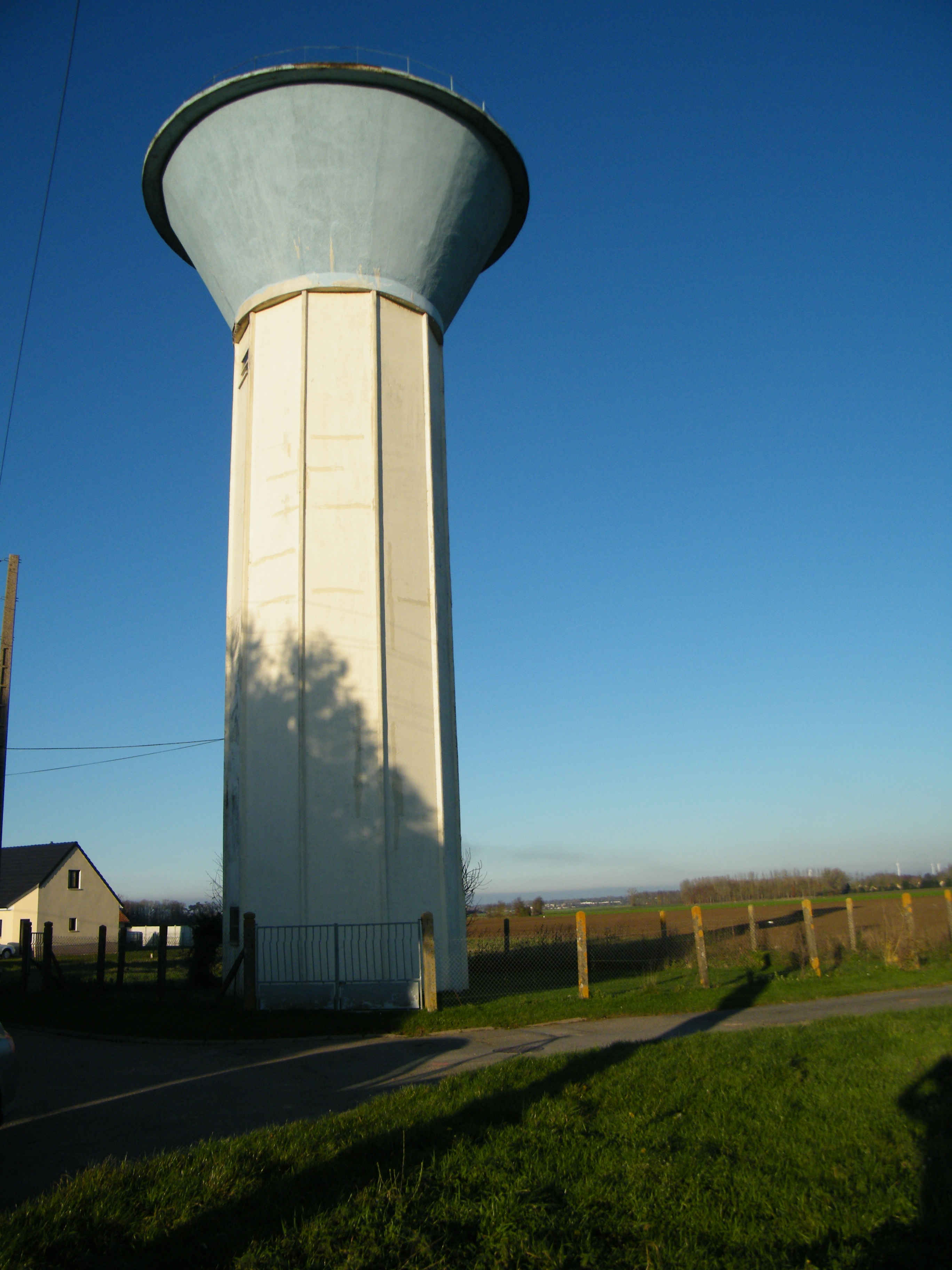
Château d'eau au Bocquet.

Ramburelles possède un hameau nommé le Bocquet. Un château d'eau y a été élevé.

## Toponymie
Le nom de la localité est attesté sous les formes Ramburellæ (1138) ; Ramburelli (1138) ; Ramburelles (1221) ; Ramburelle (1284) ; Rambureles (1301) ; Ramburele (1337) ; Ramburettes (1657) ; Remburelle (1657) ; Ramburel (1698).
Ramburelles, diminutif de Rambures, toutes deux dans la Somme.

## Histoire
Ramburelles (Ramburelloe), dont le nom semble signifier Petit Rambures, fut une terre qui eut comme seigneurs les Gaillard-Lonjumeau. Le seigneur avait toute justice  haute, moyenne et basse, sous la souveraineté du seigneur de Bailleul. Les origines du nom Ramburelles se trouvent dans une charte de l'évêque Garin de 1138. L'évêque confirme au prieuré de Dampierre au diocèse d'Amiens l'autel de Ramburellis. À cette époque, dans les actes, Ramburelles s'appelait Ramburelloe.
Ramburelles fut liée pour son histoire, en partie à celles de Oisemont et Gamaches, proches et autrefois grands bourgs de la province de Picardie.
- En 879 les Normands saccagèrent le Vimeu, mais furent défaits en 881 par Louis III à Saucourt dans une sanglante bataille.
- En 1218, l'évêque Evrard attacha les revenus de la cure à la dignité de pénitencier. La paroisse est du doyenné d'Oisemont.
- 1230 : charte de Gamaches, Long et Fontaine-sur-Somme d'où viennent les seigneurs de Ramburelles.
- En 1340, au tout début de la guerre de Cent ans, les Anglais débarquèrent au Tréport avec 80 bateaux, longèrent la Bresles, arrivèrent à Gamaches, remontèrent la Vimeuse pillant et brûlant tout sur leur passage avant d'aller attaquer Abbeville.
- En 1346, Édouard III, venant d'Airaisnes quitta Oisemont pour se diriger vers Crécy. Il est probable qu'une partie, sinon la totalité, des troupes d'Edouard III est passée par Ramburelles.

La défaite française de Crécy fut considérable avec ses milliers de morts dont la majeure partie de la noblesse picarde.
- Ramburelles, comme bien d'autres localités de la région, fut souvent ravagée par les guerres et la peste.
- En 1507, « les Coutumes Locales de Ramburelles » furent rédigées.
- Ramburelles ressortissait de la prévôté du Vimeu.
- Les cahiers de doléances de Ramburelles furent rédigés et signés en date du 22 mars 1789.
- En 1832 et 1849, les épidémies de choléra touchèrent la région (4 décès en 1848, 15 en 1849 et 5 en 1850).
- Lors des deux guerres mondiales, Ramburelles a partagé le sort de multiples autres localités en perdant nombre de ses enfants.
- À la fin de la Seconde Guerre mondiale, les troupes d'occupation incendièrent le château et endommagèrent l'école.
- En 1922, le conseil municipal donne son accord pour l'installation d'une cabine téléphonique[18]. Celle-ci sera effectivement opérationnelle en 1924, chez le cafetier à l'angle de la rue du Four et de la rue d'Oisemont.

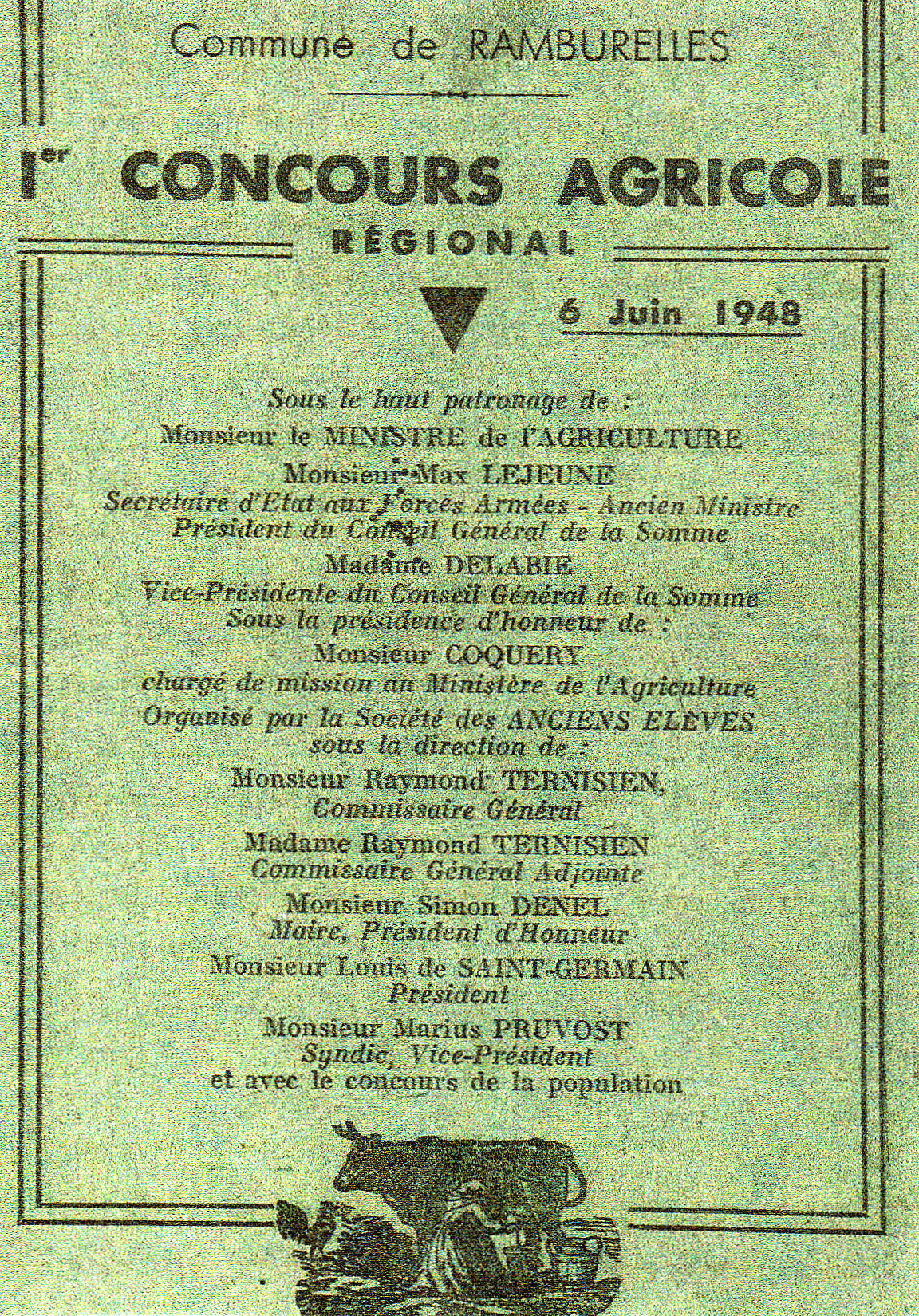
Événement local dans l'immédiat après-guerre

- En 1922-1923, la commune fait connaissance avec l'électrification. Elle sera étendue en 1929 aux bâtiments communaux.
- En 1932, le conseil donne son accord pour l'adhésion au syndicat d'eau potable. Ce projet qui datait de 1929 sera effectivement réalisé en 1953.
- En juin 1948, la commune de Ramburelles organise le 1er concours agricole régional. Avec l'édification, aux entrées du village, d'arcs de triomphe à ossatures végétales. Sous le haut patronage de personnalités politiques (dont Max Lejeune, ministre) l'évènement revêt une ampleur régionale importante.
- En 1948, le goudronnage des routes traversant la commune est en projet.

### Les seigneurs de Ramburelles
Le blason des seigneurs de Ramburelles est d'azur à l'écusson d'argent.
La seigneurie de Ramburelles, « tenue noblement et en pairie » de la châtellenie de Bailleul-en-Vimeu, eut pour seigneurs :
- en 1270, Jean de Monchy, qui confirma un achat fait par les religieux de Sery,
- en 1459, Gille de Fontaines, seigneur de la Neuville-au-Bois, fils de Guillaume,
- en 1492, Beaugeois, son fils, écuyer, qui épousa Michelle de Boencourt,
- en 1507, leur fils aîné, Jacques de Fontaines, seigneur de la Neuville-au-Bois, qui se maria avec Guyonne de Belloy,
- en 1538, leur fils Nicolas, qui épousa Françoise de Pas,
- en 1574 et 1581, leur fils Raoul de Fontaines, seigneur de Rambehen, Forcheville et Arondel,
- ensuite, son fils aîné Jacques, époux de Gabrielle de la Radde, qui paraissent avoir eu trois enfants :

. Pierre qui, dans des titres de 1622 et 1623, est qualifié seigneur de Ramburelles,
. Nicolas, qui l'est à son tour dans des titres de 1631 et de 1648,
. une fille, Barbe de Fontaines, qui succéda à ses frères. Elle se maria en secondes noces avec Louis Gaillard de Longjumeau, seigneur du Fayet, lequel descendait de Michel Gaillard (chevalier, seigneur de Longjumeau et du Fayet, panetier ordinaire du roi), et de Souveraine d'Angoulême, qu'il avait épousée en 1512.
- Louis Gaillard et Barbe de Fontaines eurent deux fils, dont l'aîné, Charles Gaillard, chevalier seigneur de Ramburelles, épousa Jeanne Lebon. Messire Charles de Gaillard de Longjumeau, chevalier de Ramburelles, y est décédé le 3 octobre 1703 (registres paroissiaux de la commune). Âgé de 53 ans, il fut inhumé dans le chœur de l'église en présence du chanoine maitre Nicolas Wattebled, prêtre de l'église royale de Saint-Wulfran d'Abbeville et messire Nicolas de Gaillard de Longjumeau chevalier seigneur de Ramburelles, Tuly et autres lieux.
- leur fis aîné, Nicolas Gaillard, aussi chevalier, est qualifié seigneur de Ramburelles en 1678 ; il demeure une sentence entre lui et Elisabeh de Broutelles, veuve du seigneur de Frettemeule. Il est décédé le second jour de février 1727 et est enterré au milieu du chœur de l'église le 4 février : « mademoiselle Suzanne, Françoise et Marie de Gaillard Longjumeau ses sœurs ont assisté à son inhumation » (extrait des registres paroissiaux de Notre-Dame de Ramburelles).
- en 1728, Suzanne de Gaillard Longjumeau possédait la seigneurie de Ramburelles. Elle la donna à son cousin Nicolas Antoine de Grouches, marquis de Chepy.

Suzanne de Gaillard Logjumeau est décédée à Maisnières le 25 juin 1745 (registres paroissiaux de la commune). Les obsèques furent célébrées « en présence du puissant seigneur Nicolas Antoine de Grouches marquis de Chepy, seigneur et patron d'Huppy et autres, maréchal des camps et armées du Roy et commandeur de l'ordre Royal et militaire de Saint-Louis, et en présence également de Claude de Belloy seigneur de Rogean ».
En cette même année 1745, Suzanne de Gaillard Logjumeau a fait donation à la communauté des habitants de Ramburelles, de six journaux de terre pour la fondation d'un vicariat dans leur paroisse.

## Politique et administration
| Période                                  | Période                       | Identité                       | Étiquette | Qualité                        |
| ---------------------------------------- | ----------------------------- | ------------------------------ | --------- | ------------------------------ |
| 1790                                     | 1815                          | Louis Riquier                  |           | (1er maire élu)                |
| 1815                                     | 1828                          | Jean-Baptiste Detuncq          |           |                                |
| 1828                                     | 1835                          | Théphile Callipe               |           |                                |
| 1835                                     | 1856                          | Jean-François Delattre         |           |                                |
| 1856                                     | 1893                          | Léopold Eugène Arthur Delattre |           | (dit Delattre Aîné)            |
| 1893                                     | 1925                          | Gaëtan De Saint-Germain        |           |                                |
| 1925                                     | 1929                          | Louis De Saint-Germain         |           |                                |
| 1929                                     | 1942                          | Albert Coquelin                |           |                                |
| 1942                                     | 1947                          | Daniel Ducrocq                 |           |                                |
| 1947                                     | 1953                          | Simon Denel                    |           |                                |
| 1953                                     | 1956                          | Fernand Bacouël                |           |                                |
| 1956                                     | 1989                          | Gaston Bacouël                 |           |                                |
| 1989                                     | 2008                          | Michel Dubus                   |           |                                |
| 2008                                     | En cours (au 10 juillet 2020) | Jack Bacouël                   |           | Réélu pour le mandat 2020-2026 |
| Les données manquantes sont à compléter. |                               |                                |           |                                |

## Population et société

### Démographie
L'évolution du nombre d'habitants est connue à travers les recensements de la population effectués dans la commune depuis 1793. Pour les communes de moins de 10 000 habitants, une enquête de recensement portant sur toute la population est réalisée tous les cinq ans, les populations de référence des années intermédiaires étant quant à elles estimées par interpolation ou extrapolation. Pour la commune, le premier recensement exhaustif entrant dans le cadre du nouveau dispositif a été réalisé en 2006.

En 2022, la commune comptait 260 habitants, en évolution de −5,45 % par rapport à 2016 (Somme : −1,26 %, France hors Mayotte : +2,11 %).
| 1793 | 1800 | 1806 | 1821 | 1831 | 1836 | 1841 | 1846 | 1851 |
| ---- | ---- | ---- | ---- | ---- | ---- | ---- | ---- | ---- |
| 320  | 302  | 382  | 393  | 396  | 441  | 450  | 422  | 426  |

| 1856 | 1861 | 1866 | 1872 | 1876 | 1881 | 1886 | 1891 | 1896 |
| ---- | ---- | ---- | ---- | ---- | ---- | ---- | ---- | ---- |
| 409  | 393  | 386  | 362  | 360  | 352  | 344  | 332  | 321  |

| 1901 | 1906 | 1911 | 1921 | 1926 | 1931 | 1936 | 1946 | 1954 |
| ---- | ---- | ---- | ---- | ---- | ---- | ---- | ---- | ---- |
| 292  | 274  | 246  | 235  | 222  | 214  | 221  | 233  | 218  |

| 1962 | 1968 | 1975 | 1982 | 1990 | 1999 | 2006 | 2011 | 2016 |
| ---- | ---- | ---- | ---- | ---- | ---- | ---- | ---- | ---- |
| 226  | 213  | 228  | 211  | 231  | 210  | 241  | 255  | 275  |

| 2021 | 2022 | - | - | - | - | - | - | - |
| ---- | ---- | - | - | - | - | - | - | - |
| 268  | 260  | - | - | - | - | - | - | - |

### Enseignement
L'école primaire publique Arthur Delattre compte 25 élèves à la rentrée scolaire 2017. Au sein d'un regroupement pédagogique avec celle de Biencourt, elle est placée en zone B, dans l'académie d'Amiens.

## Culture locale et patrimoine

### Lieux et monuments
- Un château-fort a dû exister dans l'ancien herbage de Nicolas Peltier, appartenant ensuite à monsieur Lesage, rue du Four.

- Église

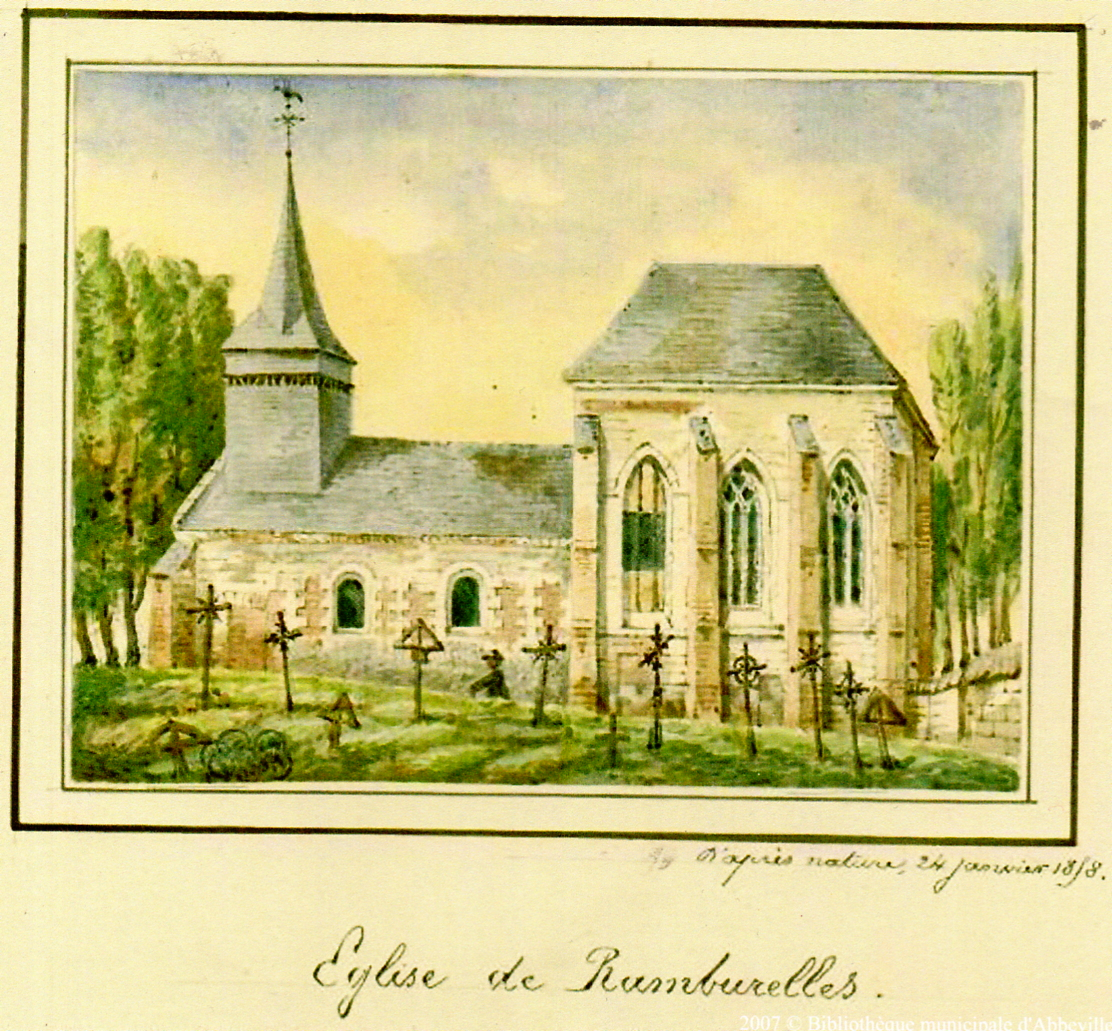
L'église en 1858.

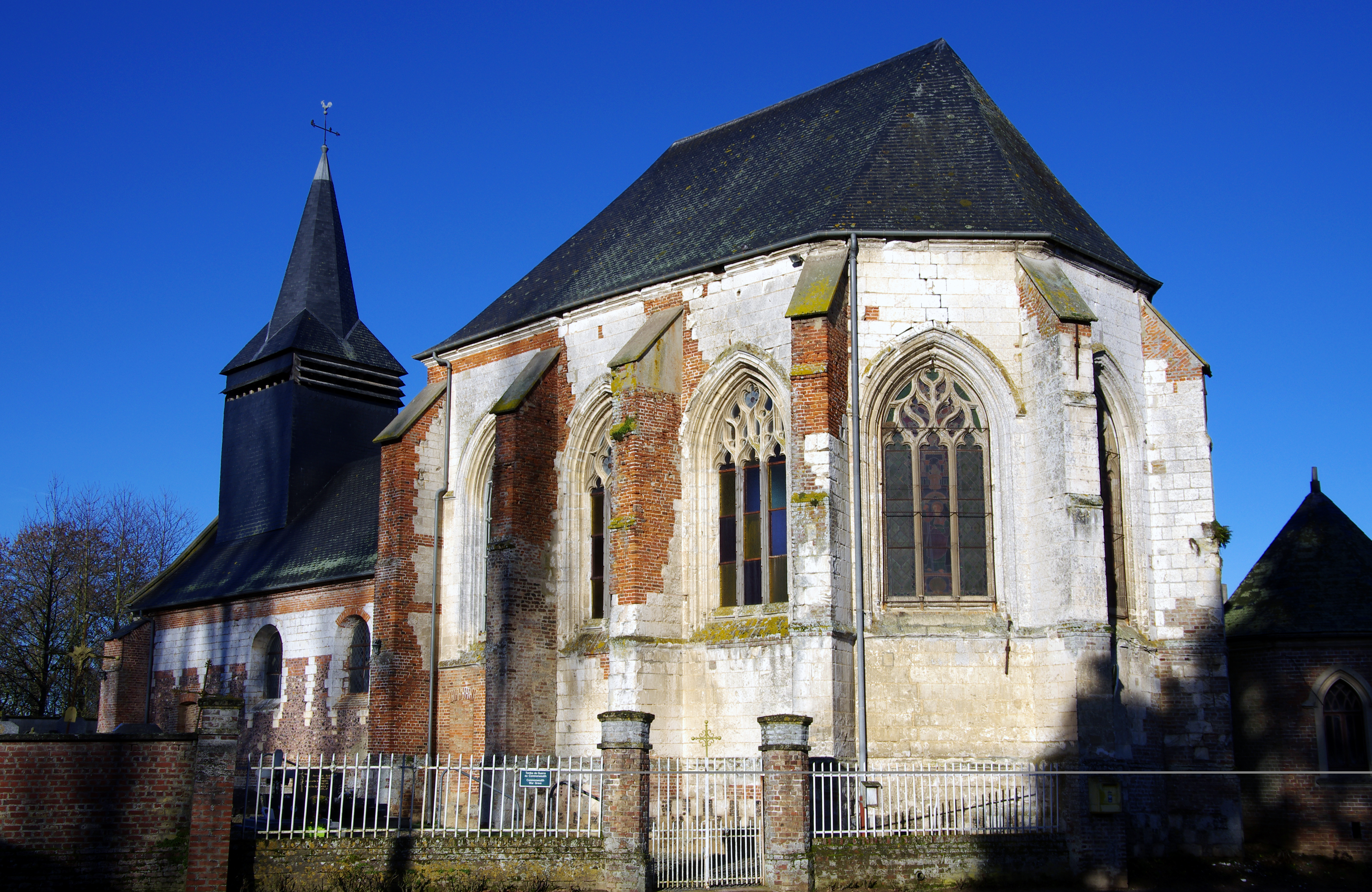
L'église en 2011.

L'église de Ramburelles est sous le vocable de la Nativité-de-Notre-Dame. La nef est basse et paraît très ancienne. Le chœur, beaucoup plus élevé, est éclairé par neuf grandes fenêtres ogivales divisées en trois parties, dont les meneaux prismatiques se contournent en flammes capricieuses. Il s'agit d'un chœur gothique qui se compose de trois travées droites et de trois pans coupés égaux.
Datant du XVIe siècle (achevé en 1536), il a été commandé par Jacques de Fontaines.

Le 31 mai 1728, le consentement est donné au curé de la paroisse de Notre-Dame les demoiselles de Ramburelles de refondre les trois cloches endommagées (extrait des registres paroissiaux). Elles sont conduites à des fondeurs de cloches reconnus dans le voisinage au village de Valines commune de Franleu. Ces trois cloches portaient les inscriptions suivantes : 
Sur la grosse cloche, « Noble Seigneur Raoul de Fontaines Seigneur de Ramburelles Rambehen Forcheville et Arondel. Nicolas l'ainé et Jacques de Fontaines ses enfants 1574. Nous feit Me Ancel Gourdin. »
Sur la seconde cloche, « Jean Du Gard écuier Seigneur de Marvilliers et Fresneville et Saulsoy, Conseilleur du Roy notre Sire son Sénéchal et gouverneur du Ponthieu. Damoiselle Jeanne de Fontaines sa femme et Marguerite de Fontaines sa sœur l'an 1574. » 
Sur la troisième, « Jacques Charles Lieutenant de Ramburelles, Pieirre Caullier menglier, Jehan Befer, Guillo Olive et Louis Davin tous paroissiens dudit lieu de Ramburelles en l'an MDLXXIIII. »
Le sixième jour de juin 1728, les trois nouvelles cloches « rendues sonneuses à la satisfaction des demoiselles de Ramburelles furent bénies »...et ainsi baptisées : Suzanne pour la plus grosse cloche du nom de baptême de mademoiselle Suzanne de Gaillard Longjumeau, Françoise pour la deuxième par mademoiselle Françoise de Gaillard Longjumeau, demoiselle de Fayel et Marie pour la troisième par mademoiselle Marie de Gaillard Longjumeau, demoiselle de Courcelle.
- Château.
- Monument aux morts
Le monument aux morts fut inauguré le 2 juillet 1922. Les sapeurs-pompiers en uniforme ouvraient le cortège devant la fanfare de Oisemont. Des jeunes filles en costume lorrain et alsacien suivaient et précédaient les anciens combattants de 1870 et 1914 avec leur palme.
- Ancien puits
L'ancien puits, situé en face de l'école et de l'église, était avec d'autres puits dans le village, utilisé avant l'installation de l'eau potable dans la commune. Il présente une belle structure en bois travaillé avec couverture en zinc.

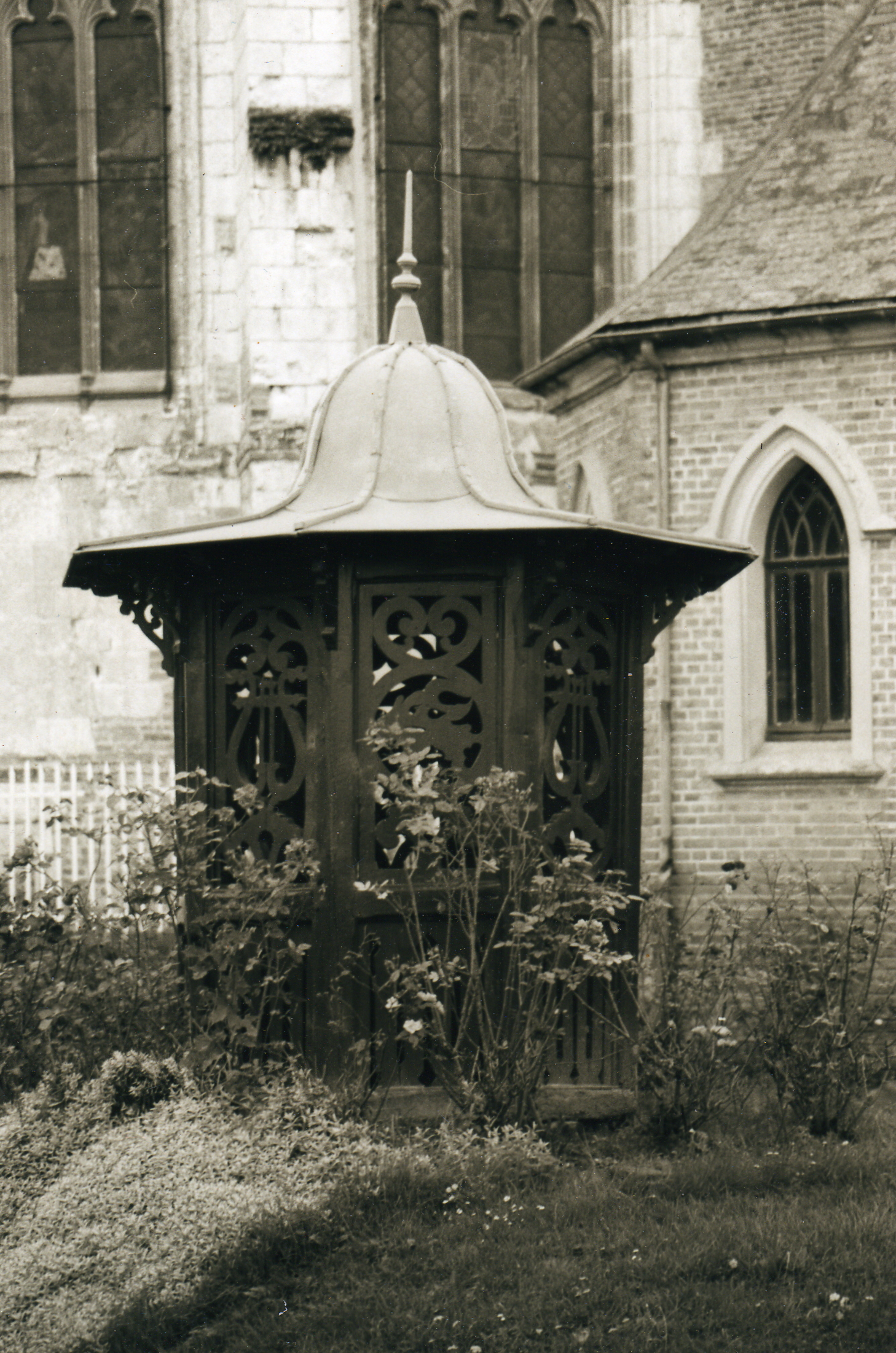
Puits.
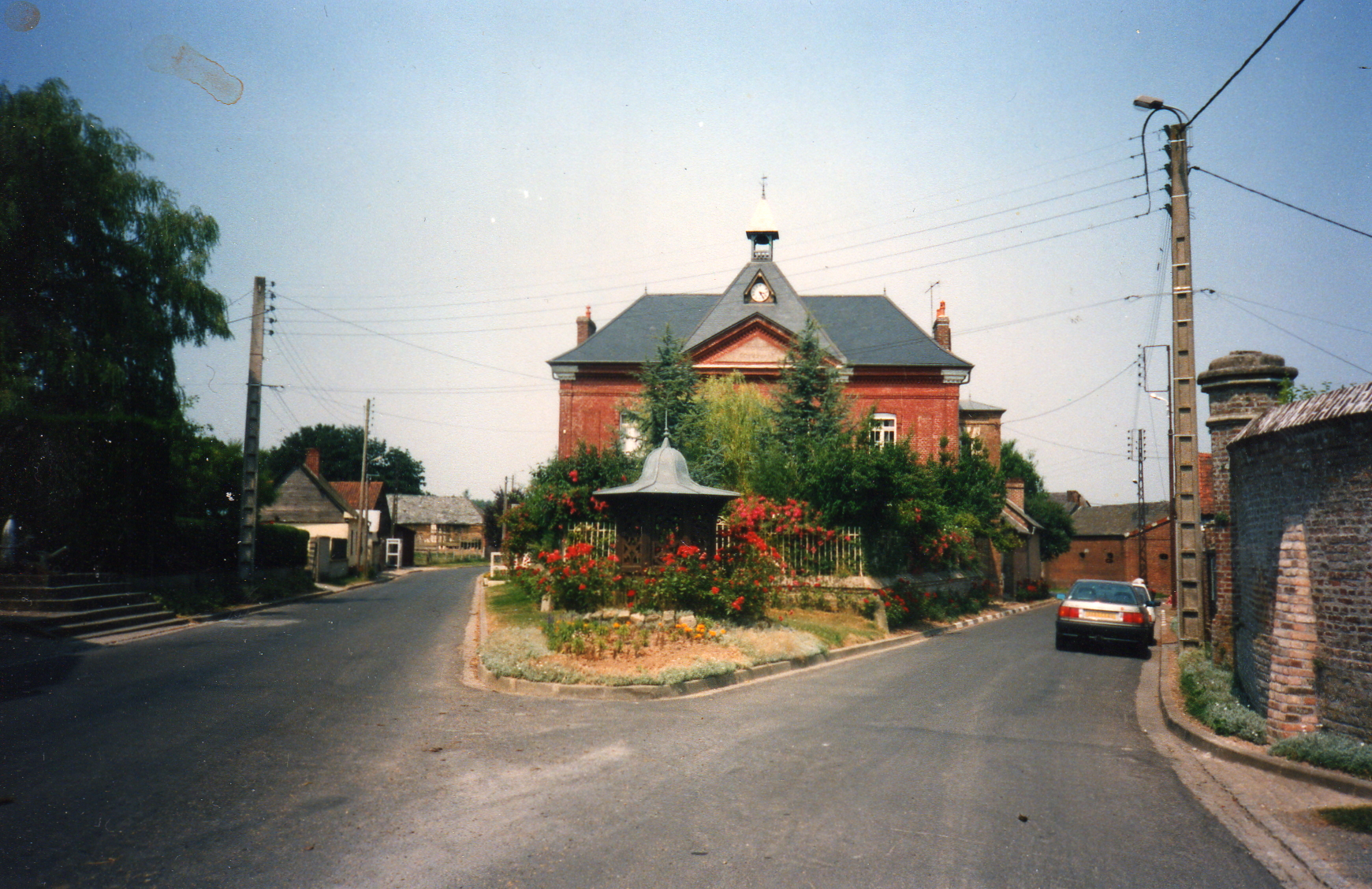
École et puits.
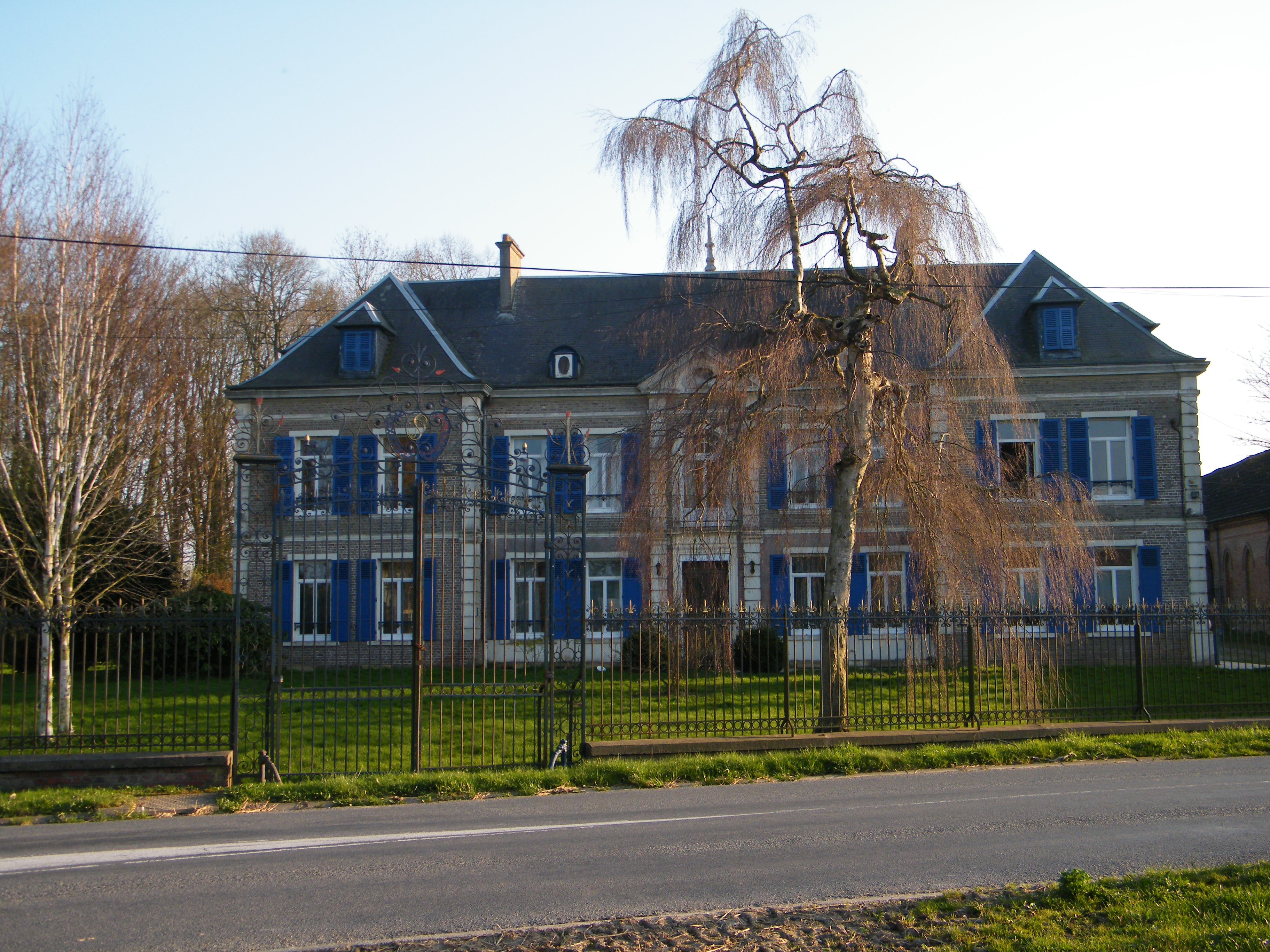
Château de brique sur l'axe Oisemont - Gamaches.
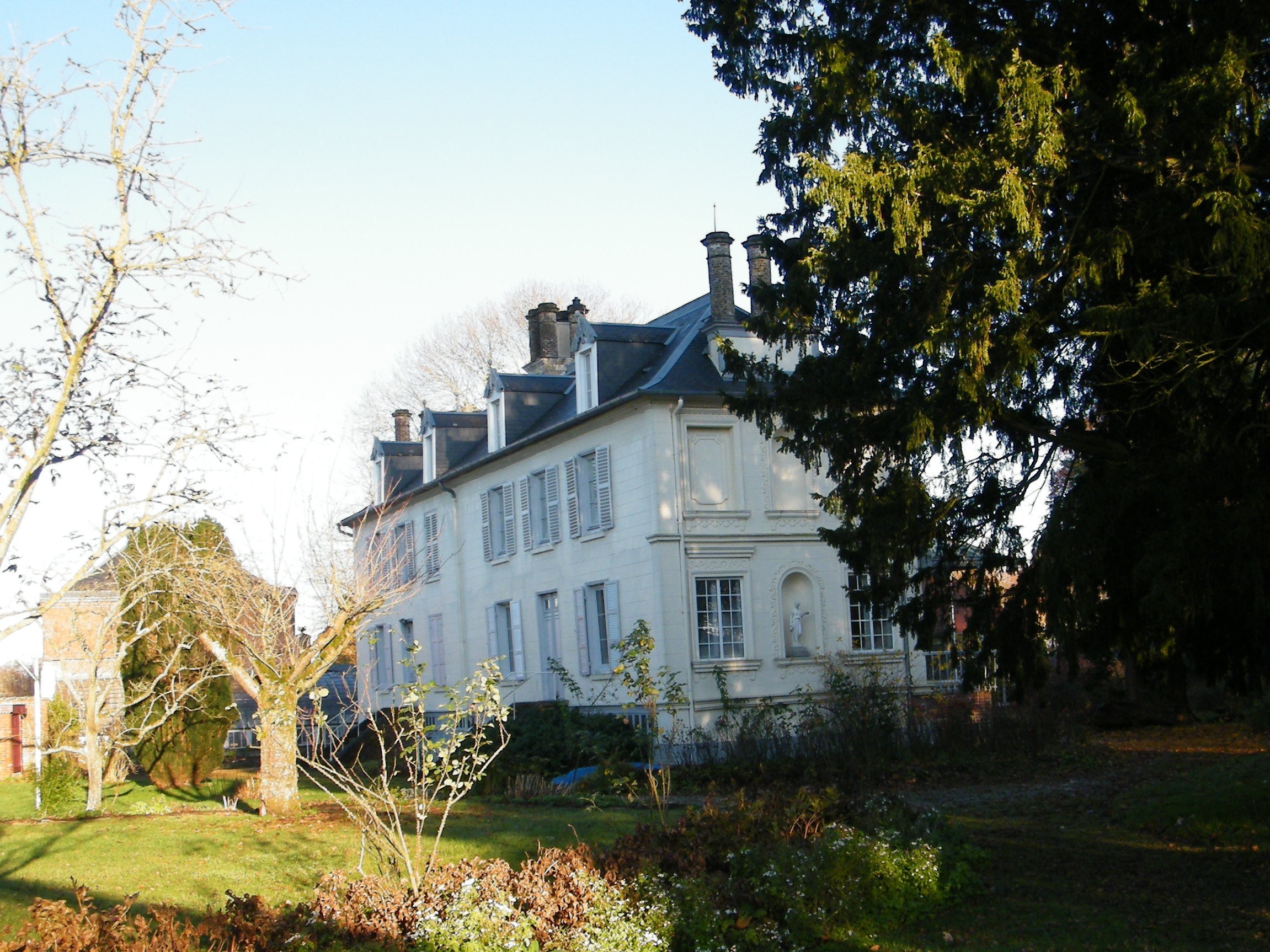
Château de craie, face à l'église.
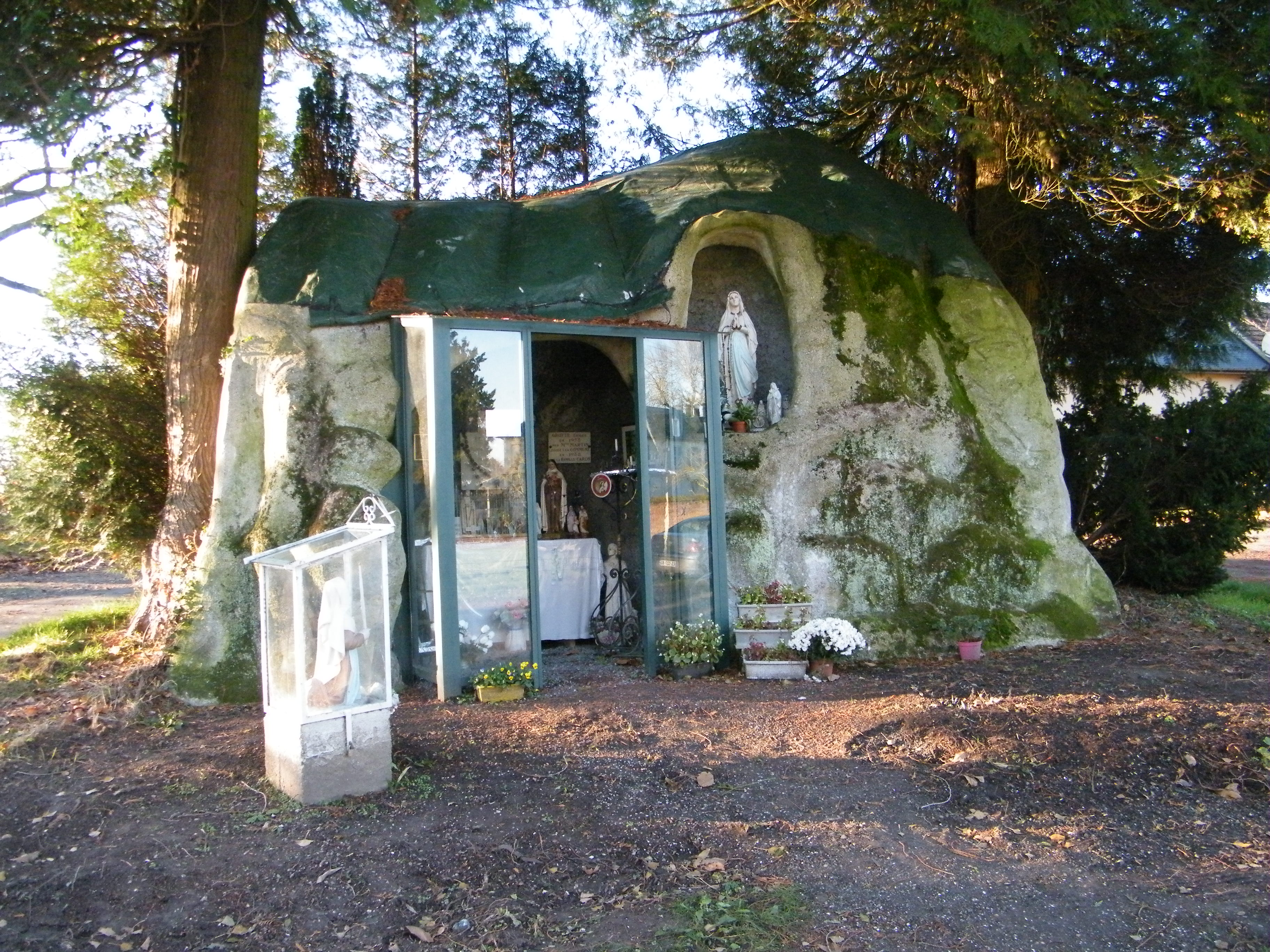
Réplique de la Grotte de Lourdes.
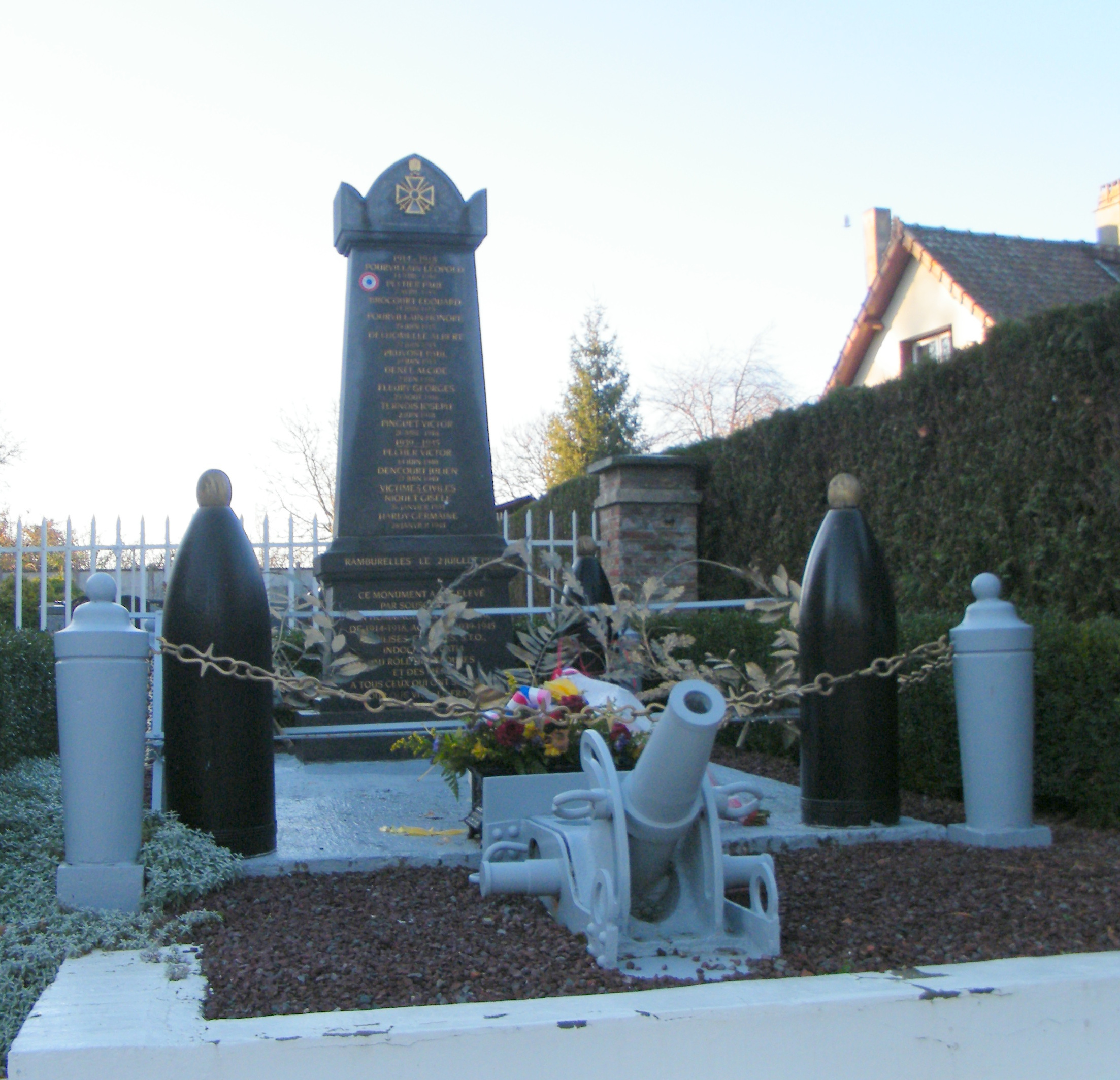
Monument aux morts pour la patrie.

- École
Selon le plan déposé aux archives départementales d'Amiens, et dressé pour une école mixte par un architecte abbevillois, Dingeon, dont le nom se retrouve sur plusieurs projets d'écoles de la région, la réalisation correspond d'assez près au projet. Seul le toit a été modifié pour ajouter la « tourelle » de la cloche. Le projet a été approuvé par le conseil municipal en date du 31 août 1877, et signé par l'instituteur, Louis Séné, le 1er août 1878. Le devis de l'époque était de 11 161 francs, dont 5 000 francs de subvention. Il était envisagé, alors, la vente d'arbres et de l'ancienne maison de l'école afin de participer au financement. Il semble que monsieur Delattre ait aussi participé au financement, l'école porte d'ailleurs son nom.
- Grotte Notre-Dame-de-Lourdes. Elle est érigée en 1958 sur la propriété de Thérèse Martin (homonymie avec Thérèse de Lisieux). Elle passe à la commune en 1988[28].

### Héraldique
|  | Les armes de la commune se blasonnent ainsi : d'azur à l'écusson d'argent. |

### Personnalités liées à la commune

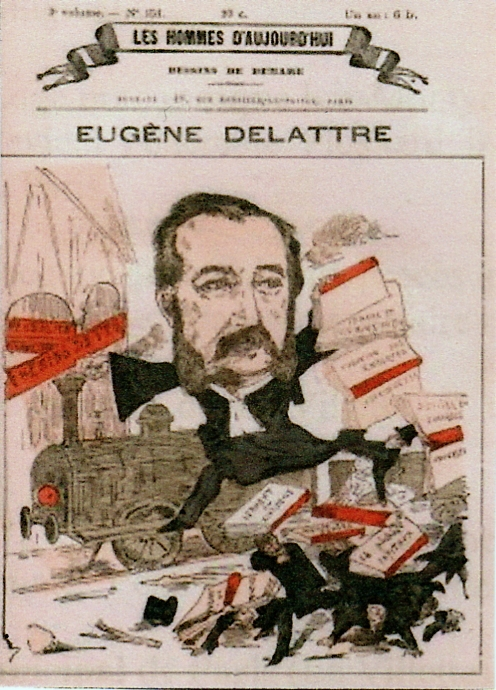
Première page du périodique Les Hommes d'aujourd'hui no 151, vers 1882.

- Paul Eugène Delattre (1830 - 1898).

Avocat à Paris, ami de Clemenceau et de Gambetta, il devint préfet de la Mayenne en 1870 et 1871. En 1871, membre actif de la « Ligue d'union républicaine des droits de Paris », il a participé à chercher vainement un compromis entre Versailles et la Commune. Il fut également conseiller municipal de Paris entre 1874 et 1889. Élu député en 1881, siégeant à l'extrême-gauche, il est réélu en 1884 sur la liste radicale.
C'était aussi un écrivain très productif.
- Léopold Eugène Arthur Delattre, dit « Delattre Aîné » (10 juillet 1824 - 23 février 1893). Frère du précédent, ce négociant à Abbeville (succursale de Ramburelles) sera maire de Ramburelles de 1856 à 1893, conseiller général, officier d'académie, inspecteur divisionnaire du travail des enfants dans l'industrie et suppléant du juge de paix.
- Alfred François Delattre (11 avril 1828 - ?). Frère des deux précédents, ce négociant et fabricant en coton à Amiens puis manufacturier à Ramburelles, sera maire du village de 1835 à 1856. Les produits étaient teints et apprêtés dans l'établissement, mais la manufacture occupa environ 180 personnes, beaucoup travaillant chez eux.
- Quatre Ramburellois eurent la médaille de Sainte-Hélène, créée par Napoléon III, pour récompenser les 405 000 soldats, encore vivants en 1857, qui combattirent aux côtés de Napoléon Ier pendant les guerres napoléoniennes :
  - Antoine Marcel Peltier, né le 6 janvier 1778, soldat en l'an VII dans la campagne de France. Décédé le 21 janvier 1861 à Ramburelles ;
  - Antoine Peltier, né le 13 mai 1778, soldat en l'an VII dans la campagne de France. Décédé le 26 juin 1859 à Ramburelles ;
  - Jean-Baptiste Pinguet, né le 7 mai 1793, soldat en période 1813-1814 dans la campagne de France ;
  - Jean-François Delattre, né à Nibas le 16 octobre 1794, gendarme en période 1811-1812 dans la campagne de France. Il est le père des trois frères Delattre précédemment nommés.